# Peribea (Oceanina)
Peribea (in greco antico: Περίβοια?, Períboia), è un personaggio della mitologia greca. Fu una ninfa oceanina.

## Genealogia
Figlia di Oceano sposò Lelanto e divenne madre di Aura.

## Mitologia
Lei ed suo sposo potrebbero essere stati associati alla pianura dell'Eubea ma Nonno di Panopoli ne posiziona la figlia in Frigia. Il suo nome comunque, suggerisce che sia stata una ninfa di pascoli o di un piccolo ruscello.